# Strocken
Strocken ist ein Ortsteil der Gemeinde Großweitzschen im sächsischen Landkreis Mittelsachsen. 1964 hatte der Ort 206 Einwohner. 1968 wurde er nach Gallschütz eingemeindet, seit 1993 gehört er zu Großweitzschen.

## Geographie

### Geographische Lage und Verkehr
Strocken ist der nordöstlichste Ortsteil der Gemeinde Erlau. Der Ort liegt am Strockenbach nördlich der Bundesautobahn 14 mit dem Rastplatz Mühlenberg.

### Nachbarorte
| Großpelsen | Sornzig                                     | Zävertitz  |
|            | Kompassrose, die auf Nachbargemeinden zeigt |            |
| Naunhof    | Wollsdorf                                   | Gallschütz |

## Geschichte

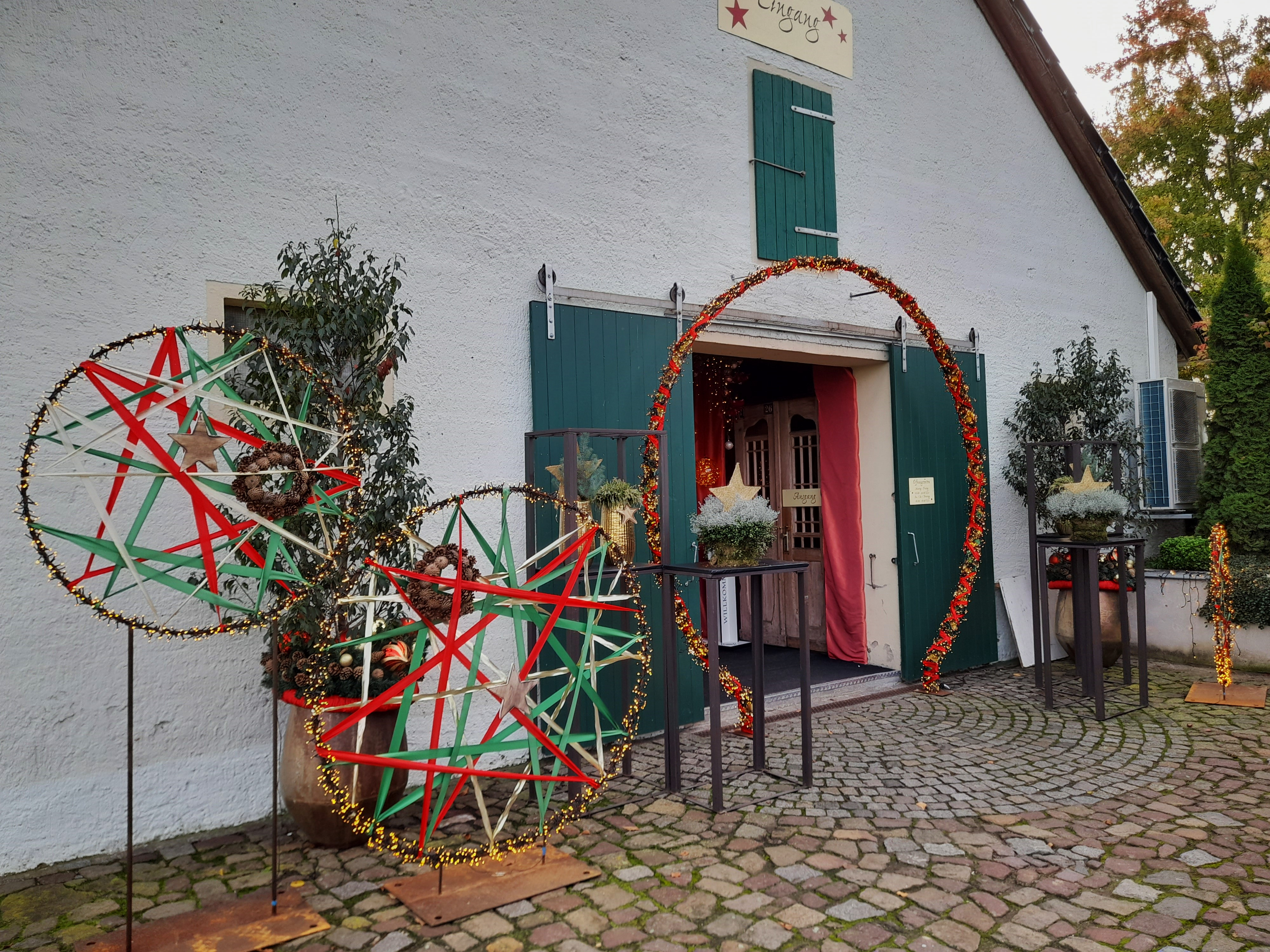
Wundervolle Weihnachtswelt Strocken

1215 nahm der Bischof von Meißen das Kloster Buch mit seinen Besitzungen unter seinen Schutz, u. a. das Dorf Ztrokkan. 1250 übertrug Siegfried von Mügeln dem neu gegründeten Nonnenkloster Sornzig 7½ Hufen in Ztrokan. Damit ist anzunehmen, dass die Besitzverhältnisse 1215 im Dorf nicht allseitig bekannt waren. 1275 bekannte Burggraf Albero von Leisnig, dass er sich das Gericht des Klosters Sornzig im ganzen Dorf Strokan angemaßt habe. Nach Einsicht in die Privilegien des Klosters und nach dem Zeugnis angesehener Männer habe er eingesehen, dass das genannte Dorf nicht zu seinem Herrschaftsbereich gehöre. Er verbot seinen Richtern die Ausübung der Gerichtsbarkeit. 1332 verkaufte Burggraf Albero IV. von Leisnig alle Rechte, wohl hauptsächlich Gerichtsrechte, die er in Strocken hatte, an Bischof Withego von Meißen, um den Streit mit Abt Heidenreich von Buch und mit Propst Heinrich von Sornzig zu beenden.
1485 ging die Grenze bei der Leipziger Teilung mitten durch das Dorf, da Kloster Sornzig im albertinischen Teil, Kloster Buch aber im ernestinischen Teil lag.
1548 nennt das Amtserbbuch von Kloster Buch zu Strocken „12 besessene Mann, davon sind 7 dem Kloster Buch, die anderen aber dem Kloster Sornzig lehen- und zinsbar“ mit 15 Hufen. Das Amtserbbuch von Kloster Sornzig (später Schulamt Meißen) nennt zu Strocken „5 [korrigiert 6] Mann, darunter 2½ Anspanner, sind dem Kloster Sornzig lehen- und zinsbar. Hierüber sind noch 9 Mann in diesem Dorf wohnhaft, die dem Amt Leisnig mit aller Botmäßigkeit, auch Folge und Steuer, zuständig sind“ mit 7½ Hufen. Das Obergericht und das Erbgericht gehörten beiden Klosterämtern für ihren Besitz. Der Ort war zur Zeit der Reformation anteilig nach Börtewitz und Sornzig gepfarrt.
Ab 1856 gehörte Strocken zum Gerichtsamt Mügeln und ab 1875 zur Amtshauptmannschaft Oschatz. Durch die zweite Kreisreform in der DDR im Jahr 1952 wurde die Gemeinde Strocken dem Kreis Döbeln im Bezirk Leipzig angegliedert. Am 1. Januar 1968 erfolgte die Eingemeindung nach Gallschütz, welches wiederum am 1. Dezember 1993 nach Großweitzschen eingemeindet wurde. Strocken gehörte seit 1990 zum sächsischen Landkreis Döbeln, der 2008 im Landkreis Mittelsachsen aufging.
Zwischen 1999 und 2022 verwandelte sich ein Hof im Ort jährlich in der Herbst- und Adventszeit zur „Wundervollen Weihnachtswelt Strocken“.